# Take Me Out
Take Me Out је деби хит и други сингл шкотског бенда Франц Фердинанд. Издат је у Уједињеном Краљевству 12. јануара 2004. године, а 9. фебруара у САД, оба преко Domino Records. Издат је на ЦД-у, 7" винилу и као DVD сингл са промотивним спотом и кратким интервјуом са бендом.
Сингл је достигао треће место на британској листи синглова. Достигла је 66. место на америчкој листи Билбордових врућих 100, а 3. место на америчкој лист модерних рок песама. Песма је изгласана за најбољи сингл 2004. године путем Village Voice Pazz & Jop гласања, а достигла је и прво место на годишњем гласању једне аустралијске омладинске радио мреже.
Песма је позната по томе што је коришћена за телевизијске рекламе за лансирање Сонијевог ПСП-а, портабилне конзоле за видео-игре.
Песму су препевали Scissor Sisters 2004. године на Б-страни свог сингла „Мери“. Група The Magic Numbers је такође обрадила ову песму у фебруару 2006. за један британски радио шоу.
Године 2005. Пит Доерти је оптужио групу Франц Фердинанд за плагирање хита Back Off Boogaloo Ринго Стара из 1972. године, тврдећи да је група користила исти риф гитаре и структуру песме за Take Me Out.  Неки критичари су такође нашли сличности са рифовима песме Trampled Under Foot групе Лед зепелин.
У септембру 2005. године, "Ку магазин" је ову песму прогласио за 34. по реду коју је икад извео неки британски бенд. Октобра 2005, песма се нашла на саундтреку за видео-игру Guitar Hero.

## Списак песама у Великој Британији

### ЦД
1. "Take Me Out"
2. "All for You, Sophia"
3. "Words So Leisured" (acoustic version of album track and first single, "Darts of Pleasure")

### DVD
1. "Take Me Out" [Video]
2. "Take Me Out live" [Video]
3. "Band Interview" [Video]
4. Gallery with Shopping For Blood live audio

### 7"
1. "Take Me Out"
2. "Truck Stop"

### 12"
1. "Take Me Out"
2. "Take Me Out" (Morgan Geist Re-Version)

### Промо ЦД
1. "Take Me Out"

## Списак песама у САД

### ЦД
1. "Take Me Out"
2. "All For You, Sophia"
3. "Words So Leisured"

### Промо ЦД (1)
1. "Take Me Out"
2. "All For You, Sophia"
3. "Words So Leisured"

### Промо ЦД (2)
1. "Take Me Out"

### 12"
1. "Take Me Out"
2. "Take Me Out (Morgan Geist Re-Version)"
3. "Take Me Out (Naum Gabo Re-Version)"
4. "Take Me Out (Instrumental)"

## Списак песама у Аустралији

### ЦД
1. "Take Me Out"
2. "Shopping For Blood"
3. "Truck Stop"
4. "Take Me Out" (Naoum Gabo Re-version)

## Списак песама у Европи

### ЦД
1. "Take Me Out"
2. "Matinée"
3. "Michael"

## Списак песама у Француској

### 12"
1. "Take Me Out" (Daft Punk Remix)
2. "Take Me Out" (Album Version)
3. "Take Me Out" (Naum Gabo Remix)

### ЦД
1. "Take Me Out" (Daft Punk Remix)
2. "Take Me Out" (Album Version)
3. "Take Me Out" (Naum Gabo Remix)

## Списак песама у Мексику

### Промо ЦД
1. "Take Me Out"